# La guerra lampo dei Fratelli Marx
La guerra lampo dei Fratelli Marx (ingl. Duck Soup e per tale motivo noto anche come Zuppa d'anatra o Zuppa d'anitra) è un film comico statunitense del 1933 diretto da Leo McCarey, e interpretato dai fratelli Marx.
Nel 1990 è stato scelto per la conservazione nel National Film Registry della Biblioteca del Congresso degli Stati Uniti.
Nel 1998 l'American Film Institute l'ha inserito all'ottantacinquesimo posto della classifica dei migliori cento film statunitensi di tutti i tempi, mentre dieci anni dopo, nella lista aggiornata, è salito al sessantesimo posto.
Nel 2000 lo ha inserito al quinto posto nella classifica delle migliori cento commedie americane di tutti i tempi.

## Trama
Per far fronte alla grave situazione economica di Freedonia, immaginario Stato dell'Europa centrale, il governo si rivolge nuovamente alla ricca signora Teasdale in cerca di un prestito. Ma la donna è decisa a concederlo solo se come nuovo capo del governo sarà eletto Rufus T. Firefly, i cui metodi hanno l'arroganza del dittatore e la follia dell'anarchico. Non appena sale al potere, Firefly mette scompiglio nel governo, promuove leggi bizzarre e arriva a far scoppiare una guerra col vicino Stato di Sylvania. Al suo fianco ci sono due strampalati buontemponi, Chicolini e Pinky, inizialmente spie che erano state messe alle costole di Firefly dall'ambasciatore di Sylvania. Al termine di un singolare e stravagante conflitto, lo stato di Freedonia avrà la meglio.

## Distribuzione e accoglienza
Il film è un sottile apologo sulla tragicomicità della guerra e sull'ipocrisia di coloro che ne sono ispiratori: i tanti primi ministri e capi di Stato. Alla sua uscita, La guerra lampo registrò uno scarso successo commerciale. La comicità e l'ironia dei fratelli Marx erano troppo diverse per quelle dell'epoca, e quindi sorpresero il pubblico.
Bastò l'uso del linguaggio e delle gag che ironizzavano sulla retorica del patriottismo a far proibire il film in Germania e in Italia. Il film uscì in Italia soltanto nel 1972, direttamente in televisione, venendo doppiato per la circostanza. Lo stravagante antimilitarismo della pellicola fu riscoperto dal pubblico e assunse un profondo significato negli anni sessanta, all'epoca dei movimenti di protesta contro la guerra del Vietnam.

## Influenza culturale
- Nei film La casa dei 1000 corpi (2003) e La casa del diavolo (2005) di Rob Zombie, la famiglia Firefly si chiama con questo cognome in omaggio al personaggio interpretato da Groucho Marx in questo film, mentre il personaggio interpretato dall'attore Sid Haig si chiama Capitano Spaulding come un altro personaggio di Groucho nel film Animal Crackers (1930).
- La gag dello specchio venne ripresa in seguito da moltissimi film (ad esempio in Le comiche 2 di Neri Parenti in cui Renato Pozzetto e Paolo Villaggio riprendono fedelmente la scena; o in Johnny Stecchino di Roberto Benigni) e sketch comici e cartoni animati.
- È da notare anche la gag dello scambio di cappelli tra Harpo, Chico ed il venditore di limonate, da cui, probabilmente, ha preso spunto Roberto Benigni ne La vita è bella (1997).[senza fonte]
- Una scena del film compare in Hannah e le sue sorelle (1986), la cui visione porta il personaggio interpretato da Woody Allen a desistere dagli impulsi suicidi, ritrovando un senso nel vivere la sua vita.
- Leo McCarey fu costretto a sopportare i capricci e le pretese autoritarie di tutto lo staff Marx (famiglia più gagman) riguardanti la gestione delle riprese e la scrittura della sceneggiatura.[6]
- A questo film si ispira l'episodio Re Yakko di Animaniacs.[senza fonte]
- Da notare che in molte scene sequenziali Groucho indossa abiti completamente differenti dalla scena precedente. Questa gag è stata ripresa in numerosi cartoni animati, in particolar modo ne I Griffin.